# Cordylancistrus
Cordylancistrus (Корділанциструс) — рід риб триби Ancistrini з підродини Hypostominae родини Лорікарієві ряду сомоподібні. Має 4 види. Наукова назва походить від грецьких слів kordyl, тобто «молодий», та agkistrodon = «гак».

## Опис
Загальна довжина представників цього роду коливається від 6,5 до 14,5 см. Голова широка, масивна, дещо сплощена зверху. На щоках присутні довгі одонтоди (шкіряні шипики). Одонтоди на верхній частині голови та морді у різних видів розвинені по-своєму. Очі невеликі. Рот доволі широкий. Тулуб кремезний, широкий у передній частині, звужується до хвоста. Щільно вкрито кістковими пластинками. Спинний плавець помірно високий та довгий (8-10 м'яких променів та 1-2 жорстких променя). Жировий плавець маленький. Грудні та черевні плавці широкі, трохи подовжені. Анальний плавець поступається спинному. Хвостовий плавець короткий, з виїмкою або звужений.
Забарвлення сіре, жовте та чорне з різними відтінками, інколи з блідими та розмитими плямами.

## Спосіб життя
Це демерсальні риби. Воліють до прозорих швидких вод з кам'янисто-піщаним дном. Вдень тримаються укриттів та ґрунту. Активні переважно вночі та присмерку. Живиться водоростевими обростаннями і перифітоном.

## Розповсюдження
Мешкають у басейнах річок Жапура, Какета, Дагуа, Туй, Самора, Мараньон і в озері Маракайбо — в межах Колумбії та Венесуели.

## Види
- Cordylancistrus daguae
- Cordylancistrus nephelion
- Cordylancistrus perijae
- Cordylancistrus torbesensis